# Abdul-Malik al-Houthi
Abdul-Malik Badreddine al-Houthi (en arabe : عبدالملك بدرالدين الحوثي, ʻAbd al-Malik Badr al-Dīn al-Ḥūthī), né le 22 mai 1979, également nommé Abou Jibril, est le dirigeant des Houthis lors de l'insurrection houthiste au Yémen et le chef de la révolution yéménite.

## Biographie
Al-Houthi est né à Saada, au Yémen du nord, dans la tribu Houthi en 1982. Certaines sources affirment qu'il est né le 22 mai 1979. Il suit la branche Zaidiyyah de l'Islam chiite. Son père, Badreddine, était un érudit religieux de la secte Zaidi de la minorité yéménite. Abdul-Malik était le plus jeune de ses huit frères. Son frère aîné, Hussein, était politiquement actif et membre du parlement du Yémen, en plus d'être un critique éminent de l'ancien président du Yémen, Ali Abdallah Saleh. Hussein a fondé le mouvement Houthi pour promouvoir la pensée Zaïdite, s'élever contre les oppresseurs au pouvoir au Yémen et fournir des services éducatifs et sociaux. Après la mort de Hussein, Abdul-Malik lui succède en prenant le contrôle du mouvement.
Il a étudié le chiisme à Qom.
En décembre 2009, il a été annoncé tué par un raid de l'aviation royale saoudienne et le 27 décembre 2009, les autorités yéménites confirment sa mort, mais cela a été démenti par des vidéos le montrant en vie diffusées par son mouvement. Ses trois frères sont Yahia Badreddine al-Houthi, Abdul-Karim al-Houthi et Hussein Badreddine al-Houthi, qui sont aussi des chefs de l'insurrection.
À partir de 2016, il porte le titre de « guide de la Révolution ».
Abdul-Malik al-Houthi s'est exprimé à la suite de l’assassinat du président Ali Abdallah Saleh, en rendant hommage aux dirigeants du Congrès général du peuple qui se sont alignés avec les Houthis.
Il est désigné comme « terroriste » par les États-Unis sous l’administration Trump en janvier 2021. L'administration Biden annule la désignation en mars 2021.